# Fissel
Fissel ist eine Gemeinde (commune) im Département Mbour der Region Thiès, gelegen im zentralen Westen Senegals. Sie ist Sitz der Präfektur des Arrondissement de Fissel und besteht aus dem namensgebenden Hauptort (chef-lieu) sowie weiteren Dörfern (villages) und Weilern (hameaux).

## Geographische Lage
Fissel liegt im Erdnussbecken Senegals, 40 Kilometer östlich der Départementspräfektur Mbour und 92 Kilometer südöstlich von Dakar. Das Gemeindegebiet hat eine Fläche von 223,90 km². Benachbarte Kommunen sind im Uhrzeigersinn Ngoudiane, Ndiéyène Sirah und Ndondol im Norden, Ngayokhème und Diarrère im Osten, Tattaguine und Séssène im Süden und im Westen Ndiaganiao.

## Geschichte
Das Dorf Fissel war seit 1972 Hauptort einer Landgemeinde (communauté rurale), die 2014 mit allen Landgemeinden Senegals den Status einer Gemeinde (commune) erhielt.

## Bevölkerung
Die letzten Volkszählungen ergaben jeweils folgende Einwohnerzahlen:
| Jahr | Einwohner |
| ---- | --------- |
| 2002 | 32.480    |
| 2013 | 38.367    |
| 2023 | 48.981    |

## Verkehr
Fissel wird nicht von dem Fernstraßennetz im Senegal erschlossen. Von der N 1 zweigt bei Thiadiaye eine 16 km lange asphaltierte Stichstraße nach Norden ab, die im Hauptort Fissel endet. Dadurch ist immerhin eine Straßenverbindung zur Départementspräfektur Mbour gegeben. Die Dörfer abseits der Stichstraße sind nur über Staubpisten erreichbar. Lediglich eine solche führt auch von Fissel weiter nach Norden über Ndondol und Ndangalma zur 20 Kilometer entfernten N 3 im Département Bambey. 